# 英國導盲犬協會

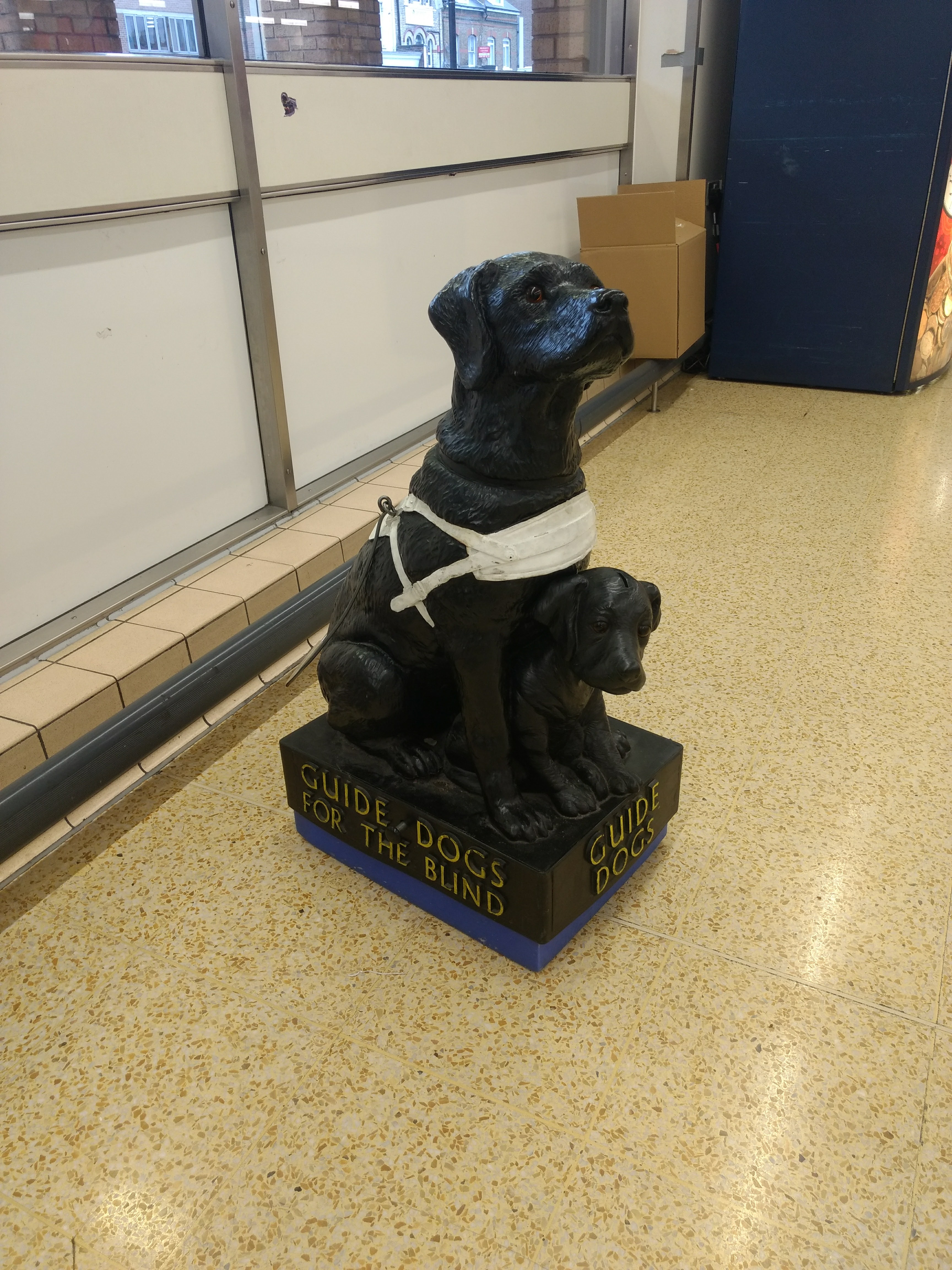
導盲犬塑像。

英國導盲犬協會（英語：The Guide Dogs for the Blind Association）是一家成立於1934年的英國慈善組織，亦是全球最大的導盲犬機構，為英國的視障人士提供導盲犬服務。
該組織共擁有四座導盲犬訓練學校。

## 相關活動
2015年，英國導盲犬協會要求公交車公司在公車上加裝视听系统，以方便盲人上下車；並且指出很多的盲人因為無從知道方位而不搭乘公車。

## 外部連結
- 官方网站（英文）